# North Sarasota
North Sarasota és una concentració de població designada pel cens dels Estats Units a l'estat de Florida. Segons el cens del 2000 tenia 6.738 habitants.

## Demografia
Segons el cens del 2000, North Sarasota tenia 6.738 habitants, 2.770 habitatges, i 1.792 famílies. La densitat de població era de 688,2 habitants/km².
Dels 2.770 habitatges en un 23,4% hi vivien nens de menys de 18 anys, en un 44,9% hi vivien parelles casades, en un 15,1% dones solteres, i en un 35,3% no eren unitats familiars. En el 27,4% dels habitatges hi vivien persones soles el 14,4% de les quals corresponia a persones de 65 anys o més que vivien soles. El nombre mitjà de persones vivint en cada habitatge era de 2,43 i el nombre mitjà de persones que vivien en cada família era de 2,94.
Per edats la població es repartia de la següent manera: un 22,1% tenia menys de 18 anys, un 7% entre 18 i 24, un 24,3% entre 25 i 44, un 23,7% de 45 a 60 i un 22,8% 65 anys o més.
L'edat mediana era de 43 anys. Per cada 100 dones de 18 o més anys hi havia 86,2 homes.
La renda mediana per habitatge era de 33.084 $ i la renda mediana per família de 36.629 $. Els homes tenien una renda mediana de 26.383 $ mentre que les dones 21.505 $. La renda per capita de la població era de 17.643 $. Entorn del 13,8% de les famílies i el 17,2% de la població estaven per davall del llindar de pobresa.

## Poblacions més properes
El següent diagrama mostra les poblacions més properes.